# Alois Egger
Alois Egger, celým jménem Alois von Egger-Möllwald (5. ledna 1829 Flattach – 16. března 1904 Lovran), byl rakouský pedagog a politik německé národnosti, v 2. polovině 19. století poslanec Říšské rady.

## Biografie
V letech 1849–1851 studoval práva, v letech 1850–1851 germanistiku a v letech 1851–1853 filozofii na Univerzitě ve Štýrském Hradci. V období let 1853–1855 pak studoval na Vídeňské univerzitě. V roce 1855 složil učitelské zkoušky z oboru německý jazyk, dějepis a zeměpis. V školním roce 1851/1852 byl suplentem na gymnáziu ve Štýrském Hradci, roce 1852/1853 na Institut Blumfeld v témže městě, v roce 1854/1855 na státním gymnáziu v Olomouci. V letech 1855–1857 učil na gymnáziu v Lublani, následně v období let 1857–1877 zastával post profesora na akademickém gymnáziu ve Vídni, přičemž v letech 1869–1873 byl také vychovatelem korunního prince Rudolfa. V letech 18771878 působil coby ředitel učitelského ústavu sv. Anny a pak od roku 1878 až do roku 1893 byl ředitelem vídeňského Theresiana. V roce 1874 byl povýšen na šlechtice, v roce 1882 získal titul vládního rady. Roku 1893 spolupředsedal 42. sjezdu filologů a pedagogů ve Vídni. Byl autorem mnoha spisů a dlouholetým předsedou spolku středoškolských učitelů.
Byl aktivní i v politice coby poslanec Říšské rady (celostátního parlamentu Předlitavska), kam nastoupil v prvních přímých volbách roku 1873 za městskou kurii v Korutanech, obvod Villach, Hermagor, Tarvis, Spital, Obervellach atd. Rezignoval 20. prosince 1875. V roce 1873 se uvádí jako rytíř Dr. Alois Egger von Möllwald, profesor na c. k. akademickém gymnáziu ve Vídni, bytem Vídeň. V roce 1873 zastupoval v parlamentu provládní blok Ústavní strany (centralisticky a provídeňsky orientované), v jehož rámci patřil k mladoliberální skupině.
Zemřel v březnu 1904. Jeho zetěm byl malíř Albin Egger-Lienz.